# 定山渓ホテル

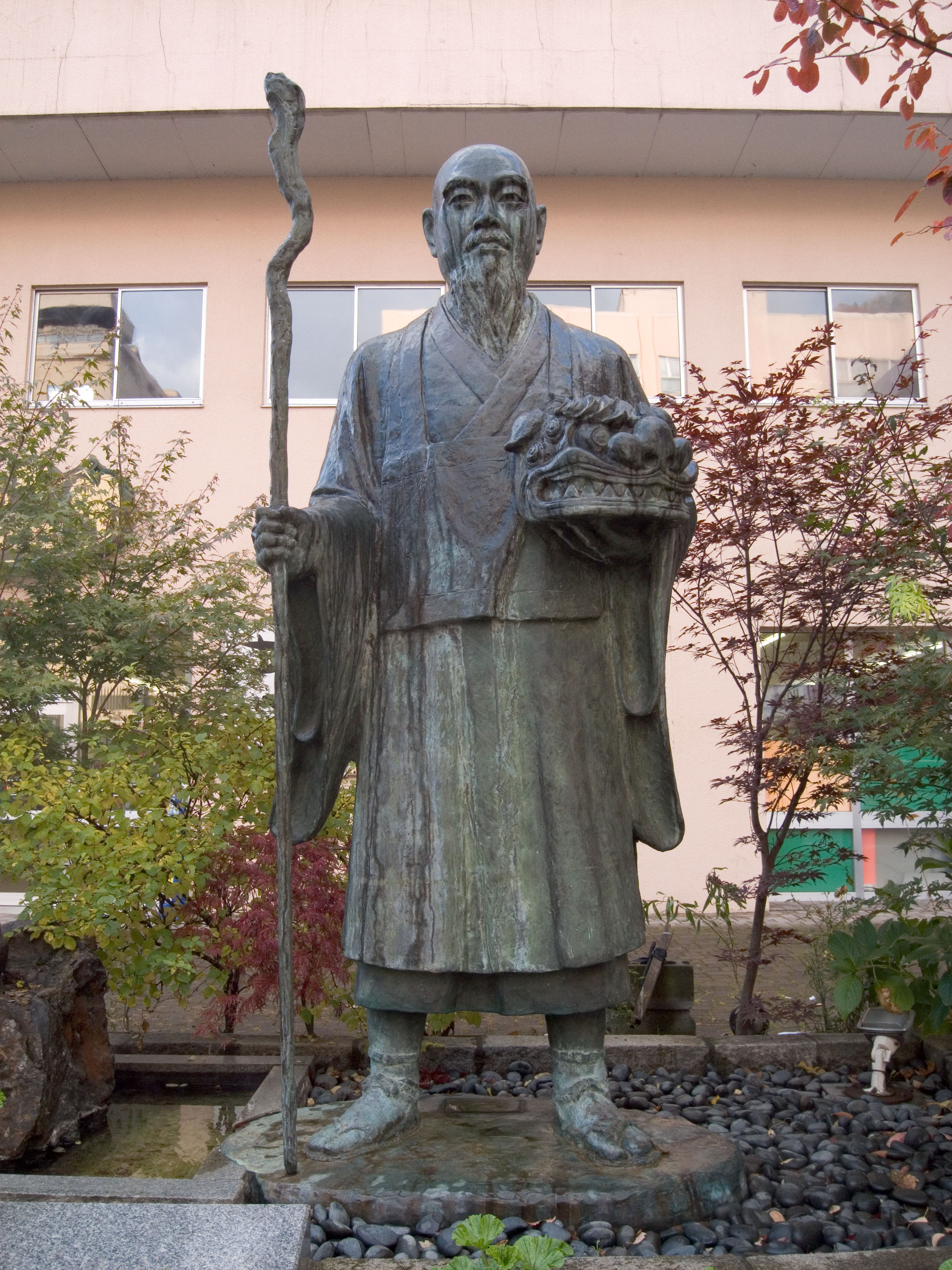
定山渓ホテル前にある美泉定山像

定山渓ホテル（じょうざんけいホテル）は、北海道札幌市南区の定山渓温泉にある旅館・ホテル。定山渓随一の老舗旅館であり、毎分600リットルの湯量を源泉掛け流しで使用している。

## 概要
定山渓温泉の開祖である美泉定山没後、1880年（明治13年）に佐藤伊勢造が定山の妻から温泉場を譲受して「元の湯」（佐藤温泉）の経営を始めた。1905年（明治38年）には佐藤・山田・高山温泉と御料局（後の帝室林野局）が資金を拠出して回春橋の架け替えを行い、「月見橋」と改名した。豊羽鉱山が操業と定山渓鉄道（定山渓鉄道線）開通によって定山渓は行楽地へと発展し、元の湯も3層の旅館に改築して「元湯ホテル」と改称した。2021年（令和03年）5月6日より休館しており、2025年7月現在でも再開していない。

## 沿革
- 1918年（大正07年）：「元湯ホテル」開業[6]。
- 1932年（昭和07年）：「定山渓ホテル」と改称[6]。
- 2011年（平成23年）：『第61回全日本下の句歌留多選手権大会』『全日本下の句歌留多協会大会』開催[7]。
- 2021年（令和03年）5月6日より当面の間休館。

## 施設
客室
- 西館和室
- タワー館10畳和室
- タワー館和洋室
- タワー館最上階12階和洋室
- 洋室ツイン
- 貴賓室

温泉
- 大浴場
- 中浴場
- 日帰り温泉

その他
- 食事会場 芙蓉の間
- レストラン リッジ
- 売店 しらかば
- ヤマザキショップ
- ナイトクラブ フラミンゴ
- ゲームコーナー

## アクセス
札幌市中心部から無料送迎バスを運行している（予約制）。
- じょうてつバス「定山渓湯の町」バス停下車
- 北海道旅客鉄道（JR北海道）札幌駅から車で約45分
- 新千歳空港から車で約90分

## 参考資料
- “パンフレット” (PDF). 定山渓ホテル. 2016年12月4日閲覧。
- 『さっぽろ文庫』 59 定山渓温泉、札幌市。2016年12月4日閲覧。